# Gulubane
Gulubane est une ville du Botswana.